# Kha-nyou
Laonastes aenigmamus · Kanyou
Genre
Espèce
Statut de conservation UICN

 LC  : Préoccupation mineure
Le Kanyou (Laonastes aenigmamus) ou kha-nyou (lao : ຂະຍຸ c'est-à-dire « énigmatique souris du Laos »), est un rongeur découvert au Laos dans la province de Khammouane dans les montagnes calcaires karstiques escarpées des Annamites en 1996 et définitivement décrit comme une nouvelle espèce dans un article publié le 18 avril 2005 par Paulina D. Jenkins et ses collaborateurs. Cette espèce vit au Laos et aussi en Thaïlande.
C'est la seule espèce du genre Laonastes, d'abord classée dans la famille des Laonastidae, avant que l'animal ne soit identifié comme étant un taxon lazare de la famille des Diatomyidae. 
Le Kanyou est une espèce en danger de disparition, notamment à cause de la réduction de son habitat et de la chasse.

## Description
L'animal possède de longues moustaches, des pattes courtes, une queue touffue, un corps tubulaire et de petites oreilles. Il mesure environ 40 cm de long dont une queue de 14 cm. Il pèse environ 400 g. La mâchoire est hystricognathe et le foramen infraorbital est agrandi ce qui correspond à un système hystricomorphe zygomasseterique. Seulement la fosse ptérygoïde n'est pas reliée à l'orbite, ce qui est unique parmi les rongeurs hystricognathes.
Il se nourrit de feuilles, d'herbes et de graines et est probablement actif la nuit.

## Redécouverte
Il a été remarqué pour la première fois en 1996 par le Dr Robert J. Timmins, chercheur de la Wildlife Conservation Society de New York, sur un étal d'un marché de Thakhek. L'animal, alors jamais encore observé vivant par des chercheurs, était bien connu des populations ethniques de la région de Khammouane, qui le capturent et le consomment traditionnellement rôti en brochettes ; c'est de cette façon qu'il a été repéré par hasard par le Dr Timmins.
Au début de l'année 2006, le chercheur Peter Clyne, de la Wildlife Conservation Society, photographie d'autres spécimens morts sur un marché au gibier. Quelques mois plus tard, David Redfield, professeur de science retraité de l'université d'État de Floride filme et photographie un spécimen vivant, une femelle étonnamment docile et calme, d'abord dans sa cage de capture, puis dans les mains d'un assistant. Cette vidéo montre notamment vers la fin que le Kha-nyou marche en canard dandinant son train arrière, les pieds des pattes postérieures tournés vers l'extérieur.

## Classification
L'espèce et le genre ont été décrits pour la première fois en 2005 par Paulina D. Jenkins, C. William Kilpatrick, Mark F. Robinson et Robert J. Timmins,.

### Une nouvelle famille de rongeur?
Le Kha-nyou n'est ni un écureuil, ni un rat, ni une souris, ni un campagnol, ni un autre rongeur connu.
Un certain nombre de paléontologues affirme que la famille des Laonastidés a déjà été identifiée sous la forme de fossiles dans des gisements du Pakistan et de Thaïlande et classés dans la famille des Diatomyidae.
Il n'en reste pas moins que le Kha-nyou serait le seul représentant actuel d'une famille dont les autres membres seraient éteints depuis près de dix millions d'années. Ce qui ferait de Laonastes aenigmamus un taxon Lazare.

#### Bases de référence
- (en) Catalogue of Life : Laonastes aenigmamus Jenkins, Kilpatrick, Robinson & Timmins, 2005 (consulté le 15 décembre 2020)
- (fr + en) ITIS : Laonastes aenigmamus  Jenkins, Kilpatrick, Robinson & Timmins, 2005 (consulté le 12 septembre 2013)
- (en) NCBI : Laonastes aenigmamus (taxons inclus) (consulté le 12 septembre 2013)
- (en) UICN : espèce Laonastes aenigmamus  Jenkins, Kilpatrick, Robinson & Timmins, 2005 (consulté le 31 août 2020)

#### Autres liens externes
- K. Keovichit, V. Nicolas, J-P. Hugot, 2011. Laonastes aenigmamus, rongeur énigmatique, récemment découvert au laos. Dans Bull. Acad. Vet. 2011 - Tome 164 - N°2, France 164, 135-140.
- Systematics and Biodiversity Paulina D Jenkins C William Kilpatrick, Mark F Robinson and Robert J Timmins, Morphological and molecular investigations of a new family, genus and species of rodent (Mammalia: Rodentia: Hystricognatha) from Lao PDR, Volume 2, Issue 4 - December 2004
- 'Oddball Rodent' Found (in Plain View) Is Called New to Science